# Carl Wieman
Carl Edwin Wieman, född 26 mars 1951 i Corvallis, Benton County, Oregon, är en amerikansk nobelpristagare i fysik år 2001. Han tilldelades priset för "uppnående av Bose-Einsteinkondensationen i förtunnade gaser av alkaliatomer samt för tidiga fundamentala studier av kondensatens egenskaper". Han delade priset med tysken Wolfgang Ketterle och amerikanen Eric Cornell.
Wieman fick doktorsgrad i fysik vid Stanford University 1977. Han är professor i fysik vid University of Colorado.
År 1924 gjorde den indiske fysikern Bose viktiga teoretiska beräkningar på ljuspartiklar. Han skickade sina resultat till Einstein, som utvidgade teorin till en viss typ av atomer. Einstein förutspådde att om man kyler ner en gas av sådana atomer till mycket låg temperatur skulle alla atomer plötsligt samlas i det lägsta möjliga energitillståndet. Processen liknar den när vätskedroppar bildas ur en gas och kallas därför kondensation (Bose–Einstein-kondensat).
2001 års Nobelpristagare lyckades först 1995 åstadkomma detta extrema materietillstånd. Cornell och Wieman fick då fram ett renodlat kondensat av cirka 2 000 rubidiumatomer vid 20 nK (nanokelvin), det vill säga 0,000 000 02 grader högre än den absoluta nollpunkten.
Oberoende av Cornells och Wiemans arbeten, gjorde Ketterle motsvarande experiment på natriumatomer. De kondensat han lyckades framställa innehöll fler atomer och kunde därför användas för att undersöka fenomenet närmare. Med hjälp av två separata kondensat som fick expandera in i varandra kunde han få fram mycket tydliga interferensmönster. Detta experiment visade alltså att kondensaten innehöll helt koordinerade atomer.